# Journal of Psychiatric Research
Journal of Psychiatric Research est une revue scientifique mensuelle à comité de lecture. Le journal a été créé en 1961 et est édité par Elsevier.